# Tratado de la emanación izquierda
El Tratado de la emanación izquierda es un texto cabalístico del rabino Isaac ha-Kohen, quien con su hermano Jacob viajó por España y Provenza en el período de 1260 a 1280.
Los estudiosos atribuyen a este texto el mérito de ser el primero en presentar un «concepto integral del mal», con un sorprendente parecido con el que se encuentra en el gnosticismo. También es el primero en tratar a los demonios Samael y Lilith como pareja, lo que probablemente inspiró representaciones posteriores de esta clase en el Zohar.
Es posible que Isaac sea el autor pseudoepigráfico de otros textos, como por ejemplo el Pseudo-R. Eleazar Responsum y el Pseudo-R. Yehushiel Responsa .

## Traducción
- El profesor Ronald C. Kiener publicó una traducción incompleta al inglés en The Early Kabbalah, Nueva York: Paulist Press, 1986.
- Una traducción completa del hebreo al español ha sido publicada en 2023.[4]